# Premio Nord-Sud
Il premio Nord-Sud è un riconoscimento assegnato ogni anno dal Consiglio d'Europa a due persone che hanno dimostrato coraggio, intraprendenza e fiducia nel futuro nell'ambito dei diritti umani. Il premio è stato assegnato per la prima volta nel 1995 e a volte viene definito "premio Nord-Sud di Lisbona".

## Vincitori
- 1995 - Peter Gabriel e Vera Duarte
- 1996 - Danielle Mitterrand e "le donne algerine"
- 1997 - Mary Robinson e Patricio Aylwin
- 1998 - Graça Machel e Lloyd Axworthy
- 1999 - Emma Bonino e Abderrahman Youssoufi
- 2000 - Marguerite Barankitse e Mário Soares
- 2001 - Maria de Nazaré Gadelha Ferreira Fernandes e Cornelio Sommaruga
- 2002 - Albina du Boisrouvray e Xanana Gusmão
- 2003 - Frene Ginwala e António de Almeida Santos
- 2004 - Nawal al-Sa'dawi e Stéphane Hessel
- 2005 - Bogaletch Gebre e Bob Geldof
- 2006 - Mukhtaran Bibi e Francisco Van Der Hoff
- 2007 - Kofi Annan e Simone Veil
- 2008 - Jorge Sampaio e Rania di Giordania
- 2009 - Mikhael Gorbachev e Rola Dashti[1]
- 2010 - Louise Arbour e Lula da Silva[2]
- 2011 - Boris Tadić e Souhayr Belhassen
- 2012 - Monika Hauser e Asma Jahangir
- 2013 - Aga Khan IV e Suzanne Jabbour
- 2014 - Maura Lynch e André Azoulay
- 2015 - Lora Pappa e Joaquim Alberto Chissano
- 2016 - Giuseppina Nicolini e Mbarka Brahmi
- 2017 - Kristiina Kumpula e Abbas Gullet
- 2018 - Jaha Mapenzi Dukureh e Damien Carême[3]
- 2019 - Nabila Hamza e Leoluca Orlando
- 2020 - Mediterranean Experts on Climate and Environmental Change (MedECC) e International Commission against the Death Penalty (ICDP)[4]